# Medailles van de Sovjet-Unie
Medailles van de Sovjet-Unie zijn onderscheidingen van de voormalige Sovjet-Unie voor zowel militairen als burgers. De Sovjet-Unie verleende vele tientallen verschillende socialistische orden van Verdienste en medailles. Een streng of systematisch onderscheid tussen medaille en ridderorde werd niet gemaakt. De orden en de exclusieve "Medailles van de Gouden Ster" en "Gouden Medaille van de Hamer en Sikkel" en ook de titel "Held van de Sovjet-Unie" valt onder Orden van de Sovjet-Unie, een aantal van de medailles staat hier.
Er werden medailles uitgereikt voor dapperheid en verdienste, voor het deelnemen aan een veldslag en voor het aanwezig zijn bij de bevrijding van een stad. De vele miljoenen officieren en soldaten kregen ook de overwinningsmedailles opgespeld. In de jaren na de Tweede Wereldoorlog, in de Sovjet-Unie steevast "Grote Patriottische Oorlog" genoemd, werden de veteranen van deze oorlog ook iedere tien jaar met een herdenkingsmedaille gedecoreerd.
Bijzonder zijn de medailles die herinneren aan industriële campagnes zoals "het ontginnen van de Zwarte Aarde" en "De Aanleg van de Baikal-spoorweg". Deze onderscheidingen waren voor arbeiders bestemd.
Ook de dragers van de Leninprijs en de Stalinprijs droegen een kleine medaille op de borst.

## Militaire medailles

#### Algemene medailles
| Medaille en lint | Naam (Nederlands/Cyrillisch/Latijns schrift)                                                          | Datum van instelling | Beschrijving | Het aantal verleningen                            |
| ---------------- | --- | -------------------- | --- | ------------------------------------------------- |
|                  | Medaille voor Moed Медаль "За отвагу" Medal' "Za otvagoe"                                             | 17 Oktober 1938      | Deze Medaille voor Moed was de hoogste onderscheiding die een soldaat op het slagveld kon verwerven. De medaille werd verleend voor "daden die getuigen van dapperheid tijdens een gevecht, tijdens het verdedigen van de grenzen van de Sovjet-Unie en opdrachten die levensgevaar met zich mee brachten".                                                  | De medaille werd 4.569.893 maal verleend          |
|                  | Medaille voor de Gewapende Strijd Медаль "За боевые заслуги" Medal' "Za bojevye zasloegi"             | 17 oktober 1938      | Deze militaire onderscheiding werd verleend voor "gevechtsacties die resulteerden in een militair succes, voor het dapper verdedigen van de grenzen en voor succesvolle militaire en politieke training". | De medaille werd 5.210.078 maal verleend          |
|                  | Nachimov-medaille Медаль Нахимова Medal Nachimova                                                     | 1945                 | De Nachimov medaille-was verbonden aan de gelijknamige orde en was bestemd voor de marine van de Sovjet-Unie. De medaille werd verleend aan matrozen, onderofficieren en officieren voor persoonlijke dapperheid tijdens het vervullen van hun taak op het land of te water. Deze gouden medaille kon meermaals aan een en dezelfde persoon verleend worden. | Deze medaille werd meer dan 16.000 maal verleend+ |
|                  | Partizanenmedaille (Eerste klasse) Партизану Отечественной войны                                      |                      | |                                                   |
|                  | Partizanenmedaille (Tweede klasse) Партизану Отечественной войны                                      |                      | |                                                   |
|                  | Uitmuntend bewaker van de grenzen van de Sovjet-Unie За отличие в охране государственной границы СССР |                      | |                                                   |
|                  | Medaille voor uitmuntende dienst als militair За отличие в воинской службе                            |                      | |                                                   |
|                  | Veteraan van de Sovjetstrijdkrachten Ветеран Вооружённых Сил СССР                                     |                      | |                                                   |
|                  | Versterken van de Militaire Vriendschap За укрепление боевого содружества» (СССР)                     |                      | |                                                   |

## Campagnemedailles
| Medaille en lint | Naam (Nederlands/Cyrillisch/Latijns schrift)                                                                      | Datum van instelling | Beschrijving | Het aantal verleningen |  |
| ---------------- | --- | -------------------- | --- | ---------------------- |  |
|                  | Medaille voor de Verdediging van Kiev За оборону Киева Za oboronoe Kieva                                          | 21 juni 1961         | De heldhaftige maar vergeefse verdediging van de Oekraïense hoofdstad werd 20 jaar na de gevechten met deze medaille herdacht. |                        |  |
|                  | |                      | |                        |  |
|                  | Medaille voor de Verdediging van Moskou За оборону Москвы Za oboronoe Moskvy                                      | 1 mei 1944           | Het gaat om de verdediging tegen Operatie Taifun |                        |  |
|                  | Medaille voor de Verdediging van Leningrad За оборону Ленинграда Za oboronoe Leningrada                           | 1961                 | Het Beleg van Leningrad duurde 1000 dagen. De inwoners hebben zich ondanks de felle koude en de ernstige voedseltekorten als helden verweerd. Honderdduizenden stierven maar Leningrad hield stand tegen de nazi's die de stad met de grond gelijk hadden willen maken. De medaille toont hoe mannen én vrouwen hun stad samen met matrozen en soldaten verdedigen. |                        |  |
|                  | |                      | |                        |  |
|                  | Medaille voor de Verdediging van Odessa За оборону Одессы Za oboronoe Odessy                                      |                      | Het gaat om de verdediging van de havenstad Odessa |                        |  |
|                  | Medaille voor de Verdediging van Sebastopol За оборону Севастополя Za oboronoe Sevastopolja                       |                      | Het gaat om de verdediging van de havenstad Sevastopol. |                        |  |
|                  | Medaille voor de Verdediging van de Kaukasus За оборону Кавказа Za oboronoe Kavkaza                               |                      | Het gaat om de verdediging van de Kaukasus |                        |  |
|                  | Medaille voor de Verdediging van Stalingrad За оборону Сталинграда Za oboronoe Stalingrada                        |                      | Het gaat om de Slag om Stalingrad, een keerpunt in de Tweede Wereldoorlog. |                        |  |
|                  | Medaille voor de Verdediging van de Poolstreken За оборону Советского Заполярья Za oboronoe Sovetskogo Zapoljarja |                      | Het gaat om de oorlog binnen de poolcirkel in koude en deels duisternis, in het bijzonder om de havenstad Moermansk. |                        |  |

## Overwinningsmedailles
| Medaille en lint | Naam (Nederlands/Cyrillisch/Latijns schrift) | Datum van instelling | Beschrijving | Het aantal verleningen |
| ---------------- | --- | -------------------- | --- | ---------------------- |
|                  | Medaille voor de Verovering van Boedapest За взятие Будапешта Za vzjatije Boedapesjta                                                                                           | 1945                 | Hongarije was een bondgenoot van Duitsland en al zullen veel inwoners het verjagen van de Duitsers en de fascistische Hongaarse Pijlkruisers als een bevrijding hebben gezien, deze medaille herdenkt de verovering van een vijandelijke hoofdstad. |                        |
|                  | Medaille voor de Verovering van Koningsbergen За взятие Кёнигсберга Za vzjatije Kjonigsberga                                                                                    | 1945                 | Koningsbergen, nu het Russische Kaliningrad, was de eerste Duitse stad die door het Sovjetleger werd veroverd in de Slag om Koningsbergen. Hitler had de stad tot "vesting" uitgeroepen en bij de verovering vielen aan beide zijden veel slachtoffers. De voor de Sovjet-Unie historische overwinning werd herdacht met deze medaille. |                        |
|                  | Medaille voor de Verovering van Wenen За взятие Вены Za vzjatije Veny | 1945                 | Wenen was van 1937 tot 1945 een Duitse stad en de Sovjet-Unie beschouwde de inname van Wenen daarom als een verovering en niet als een "bevrijding" zoals bij Praag het geval was. |                        |
|                  | Medaille voor de Verovering van Berlijn За взятие Берлина Za vzjatije Berlina                                                                                                   | 1945                 | De Slag om Berlijn was de kroon op het werk van het Sovjetleger. Tijdens deze felle gevechten kwamen in april en mei 1945 honderdduizenden om het leven. |                        |
|                  | Medaille voor de Bevrijding van Belgrado За освобождение Белграда Za osvobozjdenije Belgrada                                                                                    |                      | Bevrijding van Belgrado |                        |
|                  | Medaille voor de Bevrijding van Praag За освобождение Праги Za osvobozjdenie Pragi                                                                                              |                      | Het Praagoffensief |                        |
|                  | Medaille voor de Bevrijding van Warschau За освобождение Варшавы Za osvobozjdenie Varsjavy                                                                                      | 1945                 | De bevrijding van Warschau kwam te laat om de Opstand in het getto van Warschau en de Opstand van Warschau (1944) te ondersteunen. Het Rode leger heeft vóór Warschau halt gehouden en is daar gehergroepeerd. In deze periode konden Heinrich Himmler en zijn SS de stad met de grond gelijk maken en werden de democratische en conservatieve krachten in Polen ernstig verzwakt. Dat was in het voordeel van de Sovjet-Unie die een communistische regering in Warschau wilde installeren. |                        |
|                  | Medaille voor de Overwinning over Duitsland in de Grote Patriottische Oorlog 1941-1945 За победу над Германией в Великой Отечественной войне 1941-1945 Za Pobedoe nad Germaniej | 1945                 | Deze medaille die de beeltenis van Generalissimo Stalin, de Sovjet-leider draagt herdenkt de overwinning op Duitsland in de "Grote Patriottische Oorlog" van 1941-1945. Het lint is gelijk aan dat van de "Orde van de Glorie". |                        |
|                  | Medaille voor de Victorie over Japan За победу над Японией Za pobedoe nad Japoniej                                                                                              | 1945                 | Ook deze medaille draagt de beeltenis van Generalissimo Stalin en zij herdenkt de Sovjet-overwinning op Japan. De Sovjet-Unie was in Jalta met de andere geallieerden overeengekomen dat zij drie maanden na de capitulatie van Duitsland Japan aan zou vallen. De Sovjetaanval was een grote verrassing voor Japan en de Sovjetgeneraals versloegen het Japanse leger in Mantsjoerije snel in Operatie Augustusstorm.                                                                        |                        |

## Andere medailles
| Medaille en lint | Naam (Nederlands/Cyrillisch/Latijns schrift)                                                                  | Datum van instelling | Beschrijving | Het aantal verleningen |
| ---------------- | --- | -------------------- | ------------ | ---------------------- |
|                  | Medaille van het dankbare Afghaanse volk* От благодарного афганского народа Ot blagodarnovo afganskovo naroda |                      |              |                        |
|                  | International Soldaat (Militaire inzet buiten de Sovjet-Unie)*                                                |                      |              |                        |

## Medailles voor burgers
| Medaille en lint | Naam (Nederlands/Cyrillisch/Latijns schrift)                                                                              | Datum van instelling | Beschrijving | Het aantal verleningen |
| ---------------- | --- | -------------------- | --- | ---------------------- |
|                  | Heldenmoedermedaille Мать-героиня Mat-geroïnja Deze medaille werd alleen samen met het lint gedragen                      |                      | Deze orde werd verleend aan alle vrouwen die tien of meer kinderen ter wereld brachten, of adopteerden en al deze kinderen ook zelf opvoedden. De onderscheiding werd op de eerste verjaardag van het tiende kind uitgereikt wanneer de eerste negen kinderen nog in leven waren, een overlijden onder respectabele omstandigheden zoals bij een zelfopofferende daad of het sneuvelen aan het front werd de moeder niet toegerekend. De orde werd niet zonder het lint gedragen. Deze orde werd op 8 juli 1944 ingesteld. |                        |
|                  | Medaille voor Voortreffelijke Prestaties tijdens de Arbeid За трудовое отличие                                            |                      | |                        |
|                  | Medaille voor het handhaven van de Openbare Orde За отличную службу по охране общественного порядка                       |                      | |                        |
|                  | Medaille voor het Ontginnen van Woeste Gronden За освоение целинных земель                                                |                      | |                        |
|                  | Medaille voor het Herstel van de Mijnen in het Donetsk-bekken За восстановление угольных шахт Донбасса                    |                      | |                        |
|                  | Voorbeeldig Arbeider tijdens de Grote Patriottische Oorlog За доблестный труд в Великой Отечественной войне 1941—1945 гг. |                      | |                        |

## Herdenkingsmedailles
| Medaille en lint | Naam (Nederlands/Cyrillisch/Latijns schrift) | Datum van instelling | Beschrijving | Het aantal verleningen |
| ---------------- | --- | -------------------- | ------------ | ---------------------- |
|                  | 20 jaar na de Overwinning in de Grote Patriottische Oorlog Двадцать лет Победы в Великой Отечественной войне 20 let Pobedy v Velikoy Otechestvennoy voyne | 7 mei 1965           |              |                        |
|                  | 30 jaar na de Overwinning in de Grote Patriottische Oorlog Тридцать лет Победы в Великой Отечественной войне 30 let Pobedy v Velikoy Otechestvennoy voyne | 25 april 1975        |              |                        |
|                  | 40 jaar na de Overwinning in de Grote Patriottische Oorlog Сорок лет Победы в Великой Отечественной войне 40 let Pobedy v Velikoy Otechestvennoy voyne    | 12 april 1985        |              |                        |

### Jubilea van de Sovjet-Strijdkrachten en de honderdste verjaardag van Lenin
| Medaille en lint | Naam (Nederlands/Cyrillisch/Latijns schrift) | Datum van instelling | Beschrijving | Het aantal verleningen |
| ---------------- | --- | -------------------- | --- | ---------------------- |
|                  | Jubileummedaille XX Jaar Rode Leger van Arbeiders en Boeren XX лет Рабоче-Крестьянской Красной Армии                                                                                            | 1937                 | Het in 1917 door Trotski georganiseerde Rode Leger van Arbeiders en Boeren bestond in 1937 twintig jaar. Veel van de officieren die deze onderscheiding opgespeld kregen werden in de daaropvolgende jaren tijdens Jozef Stalins Grote Zuivering gearresteerd en op grond van verzonnen beschuldigingen doodgeschoten. Ook Trotski zelf werd in 1940 in Mexico vermoord in opdracht van Stalin.                                                                 |                        |
|                  | Jubileummedaille voor 30 jaar Sovjet Leger en Vloot 30 лет Советской Армии и Флота | 1947                 | In 1947 stonden het SovjetLeger en Stalin op het toppunt van hun macht. Duitsland was verslagen en Oost-Europa was onderworpen. Stalin liet zich op deze medaille samen met zijn voorganger Lenin afbeelden. |                        |
|                  | Jubileummedaille voor 40 jaar Strijdkrachten van de USSR 40 лет Вооружённых Сил СССР | 1957                 | In 1957 was Stalin op het 20e partijcongres tijdens een toespraak Over persoonsverheerlijking en de gevolgen ervan door Nikita Chroesjtsjov ontmaskerd als tiran en massamoordenaar. De Sovjet-Unie liet zijn alomtegenwoordige afbeelding nu bijna overal verwijderen in het kader van de destalinisatie. Op de medailles werd Vladimir Lenin, de stichter van de Unie afgebeeld want persoonsverheerlijking, althans van levende partijleiders, was nu taboe. |                        |
|                  | Jubileummedaille voor 50 jaar Strijdkrachten van de USSR 50 лет советской милиции | 1967                 | In 1967 bestonden de Sovjet strijdkrachten 50 jaar en ook in dit jaar kregen alle officieren een decoratie uitgereikt. Op de medaille zien we binnen de rode ster de karakteristieke puntige helm die in 1918 werd gedragen naast de in de Tweede Wereldoorlog gedragen ronde helm. |                        |
|                  | Jubileumsmedaille voor Militaire Dapperheid ingesteld ter herinnering aan de Honderdste Verjaardag van Vladimir Iljitsj Lenin В ознаменование 100-летия со дня рождения Владимира Ильича Ленина | 10 april 1970        | De honderdste geboortedag van Lenin werd groots gevierd. Prominente Sovjets kregen deze kostbare gouden medaille opgespeld. |                        |
|                  | Jubileummedaille voor 60 jaar Strijdkrachten van de USSR 60 лет Вооружённых Сил СССР | 12 april 1977        | |                        |
|                  | Jubileummedaille voor 70 jaar Strijdkrachten van de USSR 70 лет Вооружённых Сил СССР | 12 april 1987        | |                        |

Opmerking: Veel Sovjet-onderscheidingen werden steeds aan hun lint gedragen. Er was dus geen "lintje" of baton om op het uniform of colbert te dragen. In een aantal gevallen is er na het uiteenvallen van de Sovjet-Unie een lint vastgesteld.
Tussen de linten van de afgebeelde medailles en de kleine batons is veel kleurverschil te zien. Dat kan worden verklaard uit de Sovjetgewoonte om de medailles vaak, in sommige gevallen zelfs dagelijks, te dragen. De linten zijn vaak vies en versleten en zichtbaar verschoten door blootstelling aan zonlicht.

## Voetnoten
1. 1 2 3 4 5 6 7  Great Soviet Encyclopedia, entry "Medals of USSR", Moscow, 1969-1978
2. 1 2 3  Kolesnikov G.A. & Rozhkov A.M., Orders and medals of USSR, Moscow, Mil. lib., 1983.

Orde van Sint-Andreas de Eerstgeroepene ·
Orde van de Heilige Catharina ·
Sint-Jorisorde ·
Orde van Sint-Anna ·
Alexander Nevski-orde ·
Orde van de Witte Adelaar (Polen) ·
Orde van Sint-Stanislaus ·
Orde van Sint-Vladimir ·
Herdenkingsdecoratie voor het 300-jarig bestaan van de Romanov-dynastie ·
Orde van het Rode Kruis voor Vrouwen en Meisjes ·
Soevereine Militaire Hospitaalorde van Sint-Jan van Jeruzalem en Malta in Rusland ·
Held van de Arbeid (1922) ·
Orde van de Rode Vlag van de Arbeid ·
Leninorde ·
Leninprijs ·
Held van de Sovjet-Unie ·
Gouden Ster ·
Orde van de Oktoberrevolutie ·
Ereteken van de Sovjet-Unie ·
Orde van de Glorie van de Arbeid ·
Orde van de Rode Banier ·
Held van de Socialistische Arbeid ·
Moeder-Heldin .
Heldenstad ·
Meester in de sport ·
Orde van de Vriendschap ·
Orde van de Vaderlandse Oorlog ·
Orde van de Eer ·
Orde van de Glorie ·
Orde van Nachimov ·
Orde van Koetoezov ·
Orde van Oesjakov ·
Orde van Soevorov ·
Orde van Bogdan Chmelnitski ·
Orde van de Rode Ster ·
Orde van de Heilige Aartsengel Michaël ·
Onderscheidingskruis van de Heilige Apostelgelijke Vorstin Olga ·
Orde van Sint-Nicolaas de Wonderdoener
Zie ook: Ridderorden in Rusland · Orden van de Sovjetrepublieken · Orden van de Sovjet-Unie · Medailles van de Sovjet-Unie